# Bezirksamt Jestetten
| Basisdaten            | Basisdaten          |
| --------------------- | ------------------- |
| Staat                 | Großherzogtum Baden |
| Landeskommissärbezirk | Konstanz            |
| Sitz                  | Jestetten           |
| Bestandszeitraum      | 1809–1872           |
| Einwohner             | 8264 (1864)         |
| Gemeinden             | 17 (1864)           |

Das Bezirksamt Jestetten, auch als Stabsamt Jestetten oder Amt Jestetten bezeichnet, war von 1809 bis 1872 ein Verwaltungsbezirk im Großherzogtum Baden. Sein Gebiet gehört heute zum Landkreis Waldshut in Baden-Württemberg.

## Geschichte
Jestetten mitsamt den umliegenden Dörfern des Jestetter Zipfels gehörte im 18. Jahrhundert zur Herrschaft Schwarzenberg im Klettgau. Durch die Rheinbundakte fiel das Gebiet 1806 an das Großherzogtum Baden und bildete in der Folgezeit ein Amt, damals auch Stabsamt genannt, im Donaukreis des Großherzogtums.
Das Amt wurde 1813 mit leicht modifizierten Grenzen in den badischen Wiesenkreis umgegliedert und kam nach dessen Auflösung 1815 zum  Dreisamkreis.
1817 wurde das Amt Jestetten mit dem Amt Tiengen vereinigt und 1819 als Stabsamt wiederhergestellt. Ab 1832 gehörte das Amt zum Oberrheinkreis.
1857 wurde das Bezirksamt Jestetten vorübergehend aufgehoben und dem Bezirksamt Waldshut zugeschlagen. 1864 wurde es wiederhergestellt und gehörte nun zum Landeskommissärbezirk Konstanz.
Durch eine Landesherrliche Verordnung wurde das Bezirksamt Jestetten zum 1. Mai 1872 aufgelöst. Seine Gemeinden wurden in das Bezirksamt Waldshut eingegliedert.

## Einwohnerentwicklung
| Jahr | Einwohner | Quelle |
| ---- | --------- | ------ |
| 1814 | 5126      | [ 11 ] |
| 1834 | 7624      | [ 12 ] |
| 1852 | 8509      | [ 13 ] |
| 1864 | 8264      | [ 14 ] |

## Gemeinden
Die folgende Tabelle enthält die Gemeinden, die dem Bezirksamt Jestetten angehörten, ihre Einwohnerzahl bei der Volkszählung von 1864 sowie ihre heutige Zugehörigkeit. Alle heutigen Gemeinden gehören zum Landkreis Waldshut.  
| Gemeinde        | Einwohner | Heutige Zugehörigkeit    |
| --------------- | --------- | ------------------------ |
| Altenburg       | 456       | Jestetten                |
| Baltersweil     | 258       | Dettighofen              |
| Bergöschingen   | 349       | Hohentengen am Hochrhein |
| Berwangen       | 208       | Dettighofen              |
| Bühl            | 399       | Klettgau                 |
| Dettighofen     | 305       | Dettighofen              |
| Erzingen        | 937       | Klettgau                 |
| Geißlingen      | 567       | Klettgau                 |
| Grießen         | 1018      | Klettgau                 |
| Günzgen         | 135       | Hohentengen am Hochrhein |
| Hohentengen     | 631       | Hohentengen am Hochrhein |
| Jestetten       | 1004      | Jestetten                |
| Lottstetten     | 896       | Lottstetten              |
| Rechberg        | 261       | Klettgau                 |
| Riedern am Sand | 281       | Klettgau                 |
| Stetten         | 253       | Hohentengen am Hochrhein |
| Weisweil        | 306       | Klettgau                 |